# Katie Clouse
Katie Clouse, née le 4 août 2001 à Park City, est une coureuse cycliste américaine, spécialiste du cyclo-cross.

## Biographie

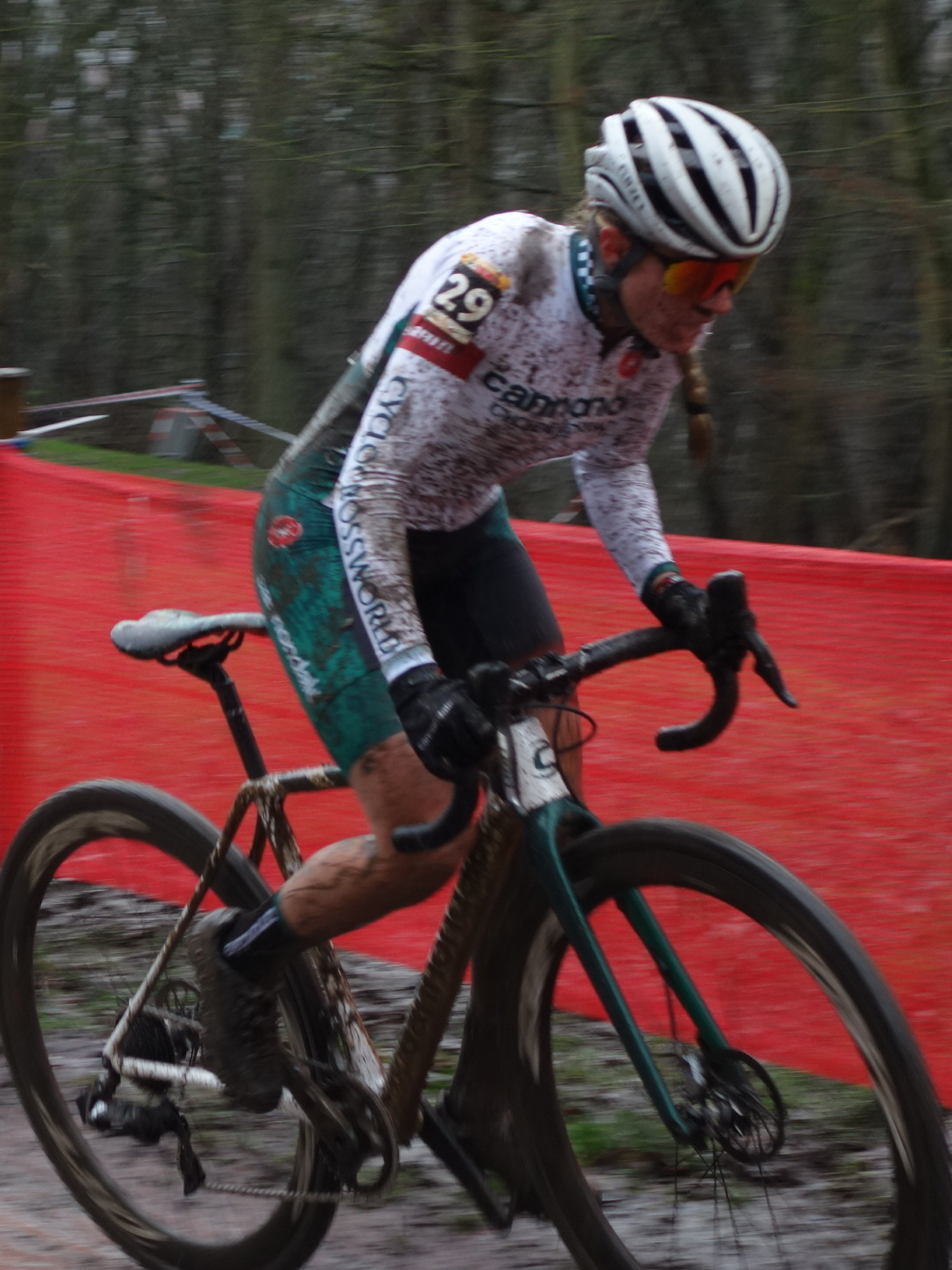
Katie Clouse en 2019.

Dans les catégories de jeune, Katie Clouse compte plus de 30 titres nationaux dans  les disciplines du cyclisme sur route, du VTT et du cyclo-cross. Entre 2017 et 2020, elle est membre de l'équipe DNA Pro Cycling.
Lors de la saison de cyclo-cross 2017-2018, elle devient  championne des États-Unis de cyclo-cross juniors (moins de 19 ans). Lors du championnat panaméricain de cyclo-cross, en l'absence de course spécifique aux juniors, elle participe à l'épreuve des espoirs (moins de 23 ans) et décroche la médaille de bronze face à des athlètes plus âgées qu'elle. En juillet 2018, elle est championne des États-Unis sur route juniors. La saison de cyclo-cross suivante, elle est à nouveau championne des États-Unis de cyclo-cross juniors et médaillée  de bronze du championnat panaméricain de cyclo-cross espoirs. Aux mondiaux espoirs, elle se classe septième. Elle gagne également ces deux premiers cyclo-cross UCI à Garland et Broken Arrow. En 2019, sur route, elle court en Europe avec l'équipe nationale américaine junior, avec qui, elle prend la sixième place du Trofeo Alfredo Binda et la cinquième place de Gand-Wevelgem, deux courses de la Coupe des Nations Juniors. 
Lors de l'hiver 2019-2020, elle est championne des États-Unis de cyclo-cross espoirs, ainsi que quatrième du championnat du monde et du championnat panaméricain de cyclo-cross espoirs. Le 12 décembre 2021, elle devient pour la deuxième fois championne des États-Unis de cyclo-cross espoirs.
Entre 2021 et 2023, elle est membre de l'équipe professionnelle Rally Cycling, renommée Human Powered Health. En fin d'année 2023, chez les élites, elle est vice-championne des États-Unis de cyclo-cross derrière Clara Honsinger et médaillée de bronze du championnat panaméricain de cyclo-cross.

## Palmarès en cyclo-cross
- 2017-2018
  -  Championne des États-Unis de cyclo-cross juniors
  -  Médaillée de bronze du championnat panaméricain de cyclo-cross espoirs
- 2018-2019
  -  Championne des États-Unis de cyclo-cross juniors
  - Resolution Cross Cup #2, Garland
  - Ruts N Guts #1, Broken Arrow
  -  Médaillée de bronze du championnat panaméricain de cyclo-cross espoirs
  - 7e du championnat du monde de cyclo-cross espoirs
- 2019-2020
  -  Championne des États-Unis de cyclo-cross espoirs
  - Really Rad Festival of Cyclocross #1, Falmouth
  - 4e du championnat du monde de cyclo-cross espoirs
  - 4e du championnat panaméricain de cyclo-cross espoirs
- 2021-2022
  -  Championne des États-Unis de cyclo-cross espoirs
  - 9e du championnat du monde de cyclo-cross espoirs
- 2022-2023
  - 2e du championnat des États-Unis de cyclo-cross espoirs
- 2023-2024
  - 2e du championnat des États-Unis de cyclo-cross
  -  Médaillée de bronze du championnat panaméricain de cyclo-cross
- 2024-2025
  - 2e du championnat des États-Unis de cyclo-cross
  -  Médaillée de bronze du championnat panaméricain de cyclo-cross

## Palmarès sur route
- 2018
  -  Championne des États-Unis sur route juniors
- 2019
  - 2e du championnat des États-Unis sur route juniors
  - 3e du championnat des États-Unis du contre-la-montre juniors